# Skibhusvej
Skibhusvej er en gade i Odense, der går gennem Skibhuskvarteret og strækker sig over ca. 3,5 km fra Thomas B. Thriges Gade i syd og i nord ender blindt i Skibhusene. Undervejs krydser den Ejbygade (O2).
Skibhusvej blev etableret i 1600-tallet, hvor den var bindeled imellem Odense og bygningen Skibhuset, som var ladested for varer. Senere blev området omkring Skibhuset til landsbyen Skibhusene. Vejen blev dengang kaldt Skibhusvejen og var meget ufremkommelig, da den blandt andet gik igennem skove, hvor røvere og stimænd huserede.
Ud til Skibhusvej findes bl.a. Fredens Kirke.